# Foton MP-X
Foton MP-X — малотоннажный автомобиль, выпускаемый компанией Foton с 2011 года.

## Описание
Автомобиль Foton MP-X оснащается 2,8-литровым, 4-цилиндровым турбодизелем с рядным расположением цилиндров мощностью 96 кВт и крутящим моментом 280 Н*м по цене от 99000 юаней.
По состоянию на октябрь 2018 года, цены на автомобиль составляют 74650—98550 юаней.
С 2013 года производится также модель Foton MP-X S, переименованная в 2016 году в Foton View G9.

### Foton View G5
Обновлённый вариант Foton MP-X получил название Foton View G5. Он был создан в 2019 году и пришёл на смену модели Foton MP-X E. В 2020 году модель прошла фейслифтинг.

## Галерея

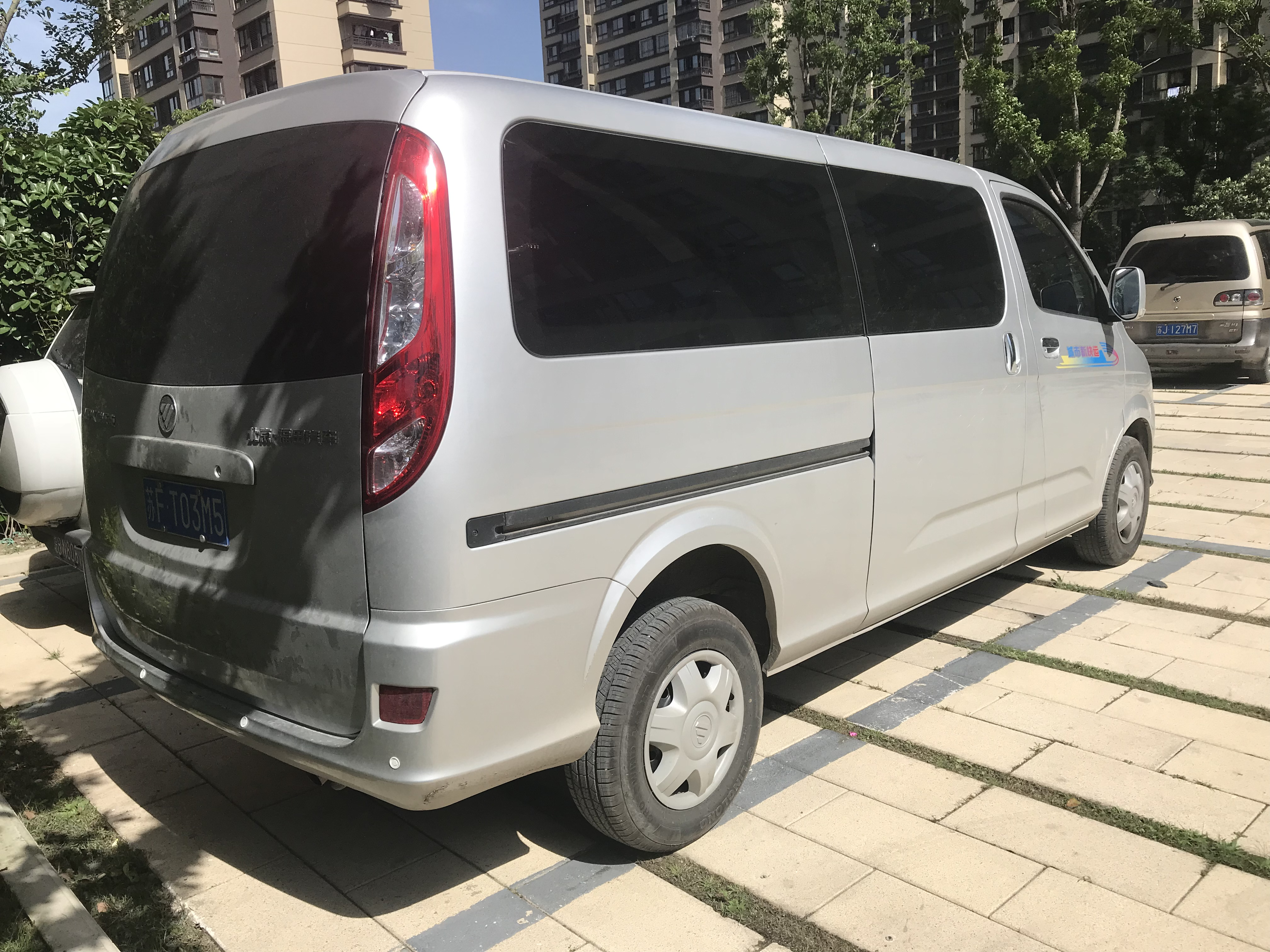
Вид сзади
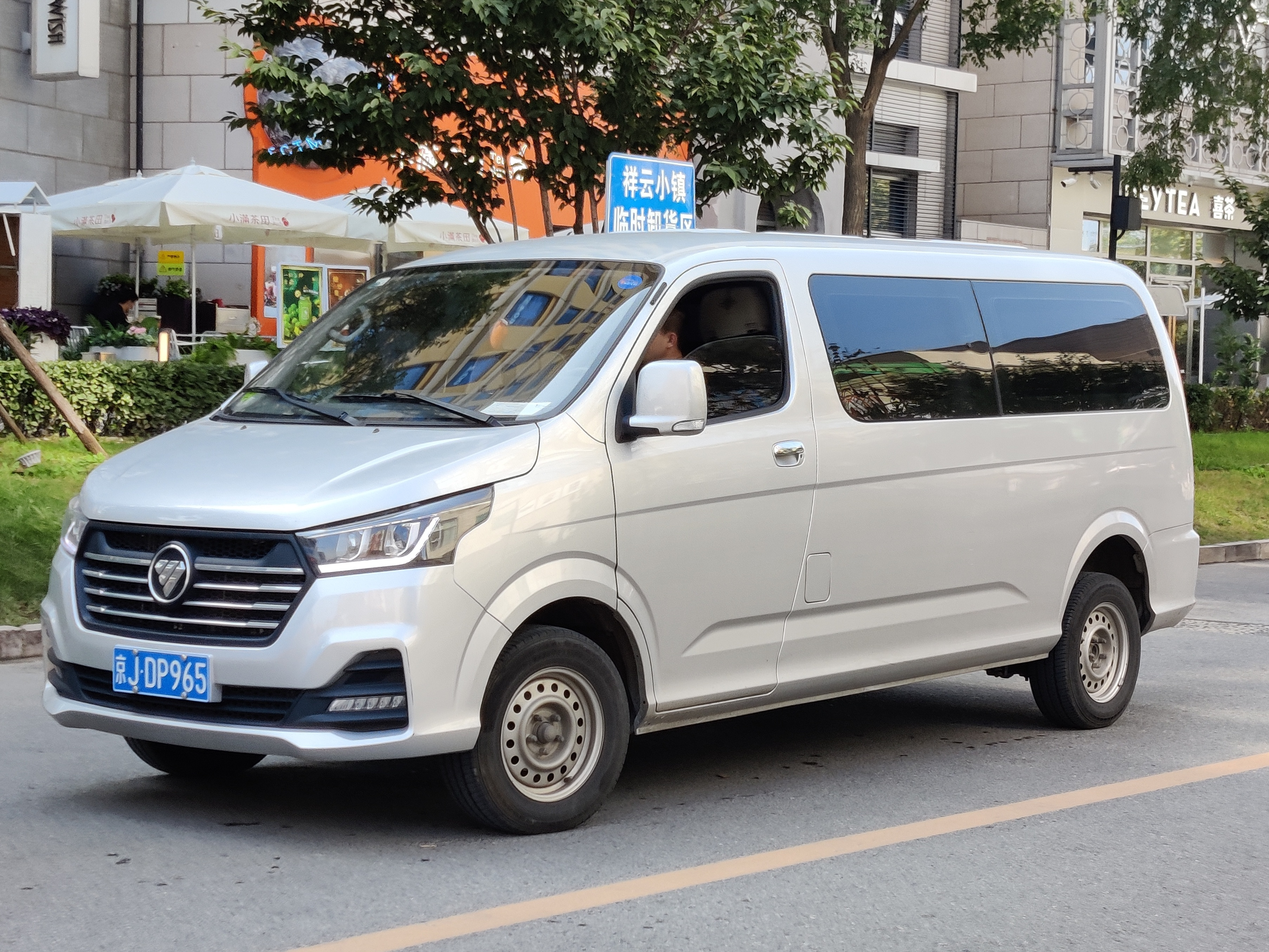
Foton View G5